# Pizzo Diei
Pizzo Diei – szczyt w Alpach Lepontyńskich, części Alp Zachodnich. Leży w północnych Włoszech w regionie Piemont, blisko granicy ze Szwajcarią. Należy do podgrupy Alpy Monte Leone – Świętego Gotarda. Można go zdobyć ze schroniska Bivacco Giovanni Leoni (2803 m).